# بخش بیتی، شهرستان سنت لوئیس، مینه سوتا
بخش بیتی (به انگلیسی: Beatty Township) یک منطقهٔ مسکونی در ایالات متحده آمریکا است که در شهرستان سنت لوئیس، مینه‌سوتا واقع شده‌است.
 بخش بیتی ۲۰۷٫۰ کیلومتر مربع مساحت و ۳۷۲ نفر جمعیت دارد و ۴۲۰ متر بالاتر از سطح دریا واقع شده‌است.